# Анелін-Свендовський
Анелін-Свендовський (пол. Anielin Swędowski) — село в Польщі, у гміні Стрикув Зґерського повіту Лодзинського воєводства. Населення — 215 осіб (2011).

## Демографія
Демографічна структура станом на 31 березня 2011 року:
|          | Загалом | Допрацездатний вік | Працездатний вік | Постпрацездатний вік |
| -------- | ------- | ------------------ | ---------------- | -------------------- |
| Чоловіки | 110     | 23                 | 79               | 8                    |
| Жінки    | 105     | 14                 | 69               | 22                   |
| Разом    | 215     | 37                 | 148              | 30                   |